# مصطفى سيد أحمد
مصطفى سيد أحمد المقبول مختار عمر الأمين مغنى وملحن سوداني من منطقة قرية ود سلفاب ريفي الحصاحيصا ولاية الجزيرة برز في نهاية السبعينات عبر مهرجان الثقافة رغم أن مهنته الأساسية هي التعليم فقد عمل بالتدريس بالمدارس الثانوية لفترة طويلة من حياته، عرف عنه لونية خاصة من الكلمات المعبرة ومساسه المباشر لقضايا البسطاء والمحرومين، في قالب لحنى مميز يجمع بين الأغنية الشبابية والوقار في نفس الوقت، لذا كان مفضلا من قبل النخبة والمثقفين وشباب الجامعات، وبسطاء الناس. ولهذه الميول وجد مصطفى سيد أحمد نفسه محاصرا من قبل الحكومة فبما انه كان يميل للبسطاء والمحرومين فقد كسب عداء السلطة. شانه في ذلك شأن العديد من الفنانين والمبدعين امثال: الأستاذ محمد وردى والرواى العالمي الطيب صالح وغيرهم.

## النشأة
نشأ مصطفى سيد أحمد في قرية صغيرة تقع جنوب غرب الحصاحيصا تسمى ود سلفاب .
عمل سكان ود سلفاب بالزراعة المطرية لبعدهم عن النيل ولوفرة الأمطار وكان ذلك قبل مشروع الجزيرة، وبعد قيام المشروع توفر الرى الصناعي والموروث من المعرفة بالزراعة القادمة معهم من شمال السودان لذلك كان والده فلاحاً بالفطرة، احتقنت دماؤه بعاطفة الأرض والزراعة فكان محصلة لها بمصطلحاتها النوبية القديمة فيعتقد في ارتباط الحياة في الأرض بالنجوم وحركاتها وبالرغم من أنه كان يتمرد كثيراً على التعاليم الرسمية والجدولة الزمنية التي كان مفتشو الغيط يطلبون تطبيقها، إلاّ أنه كان دائماً وقت الحصاد يكون من أوفر الناس إنتاجاً.. ولكن كان اعتقاده دائماً أن ذلك يتم في إطار قاموس الطبيعة.. وتكملة لهذا القاموس والتزاماً به كليةً كان ينفق فائض الإنتاج على المحتاجين حتى لا يتبقى منه ما يقابل إنتاج العام الجديد.. لم يتخرج في كلية غردون التذكارية بل كان أمياً ولكنه علمنا ما ما لا نجده في دور العلم.
ويقول مصطفى: بل أحمل في داخلي منه الزاد الذي لا ينفذ في كل مراحل عمرى..
ويقول: لدى سبع شقيقات وأخ شقيق واحد توفى في عام 1970 م، وكان عمره سبعة وعشرين عاماً وكان يكتب الشعر ويغنى وتنبأ منذ وقت مبكر بأنى سأكتب الشعر أيضاً وأغنى أفضل مما كان يغنى.. وكان صوته جميلاً..
وفي حوالى عام 1965 وفي مناسبة زواج أحد أبناء القرية من فتاة في قرية العيكورة وفي الحفل الذي أقيم في هذا الزواج سمعت مغنياً من القرية شارك في الحفل يشدو بأغنية شعبية ميزت منها في ذلك الوقت «الفريق أصبح خلا.. جانى الخبر جانى البلا..» وملامح اللحن كانت مشحونة بالعاطفة.. وفي لحظة صفا ذكرت لشقيقى المقبول ملامح اللحن والمعانى التي تدور حولها القصيدة وأخبرته أن هناك إحساساً قوياً يهزنى في هذا اللحن وهذه المعانى وقد وافق ذلك فيه ظرفاً نفسياً خاصاً فكتب نص أغنية «السمحة قالو مرحّلة».
أثبت هذه المعلومة إحقاقاً للحق وتوضيحاً للغموض الذي قد يحسه من لهم صلة بالأغنية القديمة عندما فاجأتهم الأغنية الجديدة.. كانت أول كتاباتى بعد أن توفى شقيقى «المقبول» وأول قصيدة مكتملة كانت في رثائه.
درس الأولية والمتوسطة «المدارس الصناعية» وكان مبرزاً حيث جاء ثاني السودان على مستوى الشهادة الفنية... لم يواصل في المدارس الفنية حيث التحق بمدرسة بورتسودان الثانوية ومنها لمعهد إعداد المعلمين بأم درمان، حيث تخرج فيه وأصبح مدرساً بالمدارس الثانوية العامة.
إلى جانب ما أشتهر عنه من ممارسته لهواية الغناء، أيام دراسته بمدينة بورتسودان، كان موهوباً في مجال الرسم وفنون التشكيل...عندما لم يسمح له أثناء عمله بالتدريس بالالتحاق بمعهد الموسيقى والمسرح قدم استقالته وعمل فترة مصمماً للأقمشة بمصنع النسيج ببحرى.
التحق بمعهد الموسيقى والمسرح وأكمل خمس سنوات بقسم الموسيقى «قسم الصوت» إلاّ أنه لم ينتظر حتى ينال شهادته الأكاديمية.
متزوج وله طفلان «سامر وسيد أحمد» له من الأخوات سبع وشقيق توفي عام 1970 م واسمه«المقبول» وهو شاعر غنى له مصطفى.

## مرضه ووفاته
عانى من المرض كثيراً فقد لازمه الفشل الكلوى مدة طويلة «15 عاماً» أجرى خلالها عملية زراعة الكلي بروسيا أواخر الثمانينات إلاّ أنه تعرض لإنتكاسة جديدة بداية عام 1993 بالقاهرة وانتقل منها للعلاج بالدوحة حيث ظل هناك يباشر عملية الغسيل الكلوى ثلاث مرات في الإسبوع إلى أن توفاه الله مساء الأربعاء 17 يناير 1996 م.. وكان استقبال جثمانه في مطار الخرطوم حدثا مؤثرا، رغم منع السلطات الأمنية للجماهير من الحضور والتعتيم الإعلامى على خبر وفاته فقد ضج الناس بالبكاء في ساحات المطار والشوارع.

## من أشهر اغانيه
- البنت الحديـقة
- الشجن الأليم
- المسافة
- الممشي العريض
- مع الطيور
- الامان
- الحزن النبيل
- صابرين
- على بابك
- نورا
- نفسي في داخلك أعاين
- وضاحة
- عباد الشمس
- عم عبد الرحيم
- مزيكة الحوارى
- قمر الزمان
- غدار دموعك
- السيل
- أظنك عرفتي
- كوني نجمة
- طيبه
- الدنيا ليل
- اقتراح
- الحاج ود عجبنا
- بقول غنوات
- واقف براك
- في عيونك
- حاجة فيك
- تغني أيضاً برائعة الاستاذ الطيب السماني (بدرالحسن)

## روابط خارجية
- أغنية الحزن النبيل على يوتيوب
- الشاعر أزهرى محمد على في رثاء مصطفى سيد احمد على يوتيوب
- أداء نادر مع امآل النور على يوتيوب